# Гергей II Моносло
Гергей (II) Моносло (венг. Monoszló nembeli (II.) Gergely; умер после 1256 года) — венгерский дворянин, который служил в качестве ишпана комитата Крассо в 1255 году.

## Биография
Представитель дворянского рода Моносло. Один из сыновей Тамаша I Моносло, ишпана графства Валко (1221) и бана Славонии (1228—1229). У него также был брат, Тамаш II Моносло, предок рода Чупор, и по меньшей мере четыре сестры, включая Набут, которая вышла замуж за Якаба из рода Хедер.
Георгей Моносло был женат на дворянке из семье Бё, и являлся отцом трех сыновей: Эгида II, Гергея III и прелата Петера II.
Гергей был впервые упомянут в исторических документах в 1237 году, когда он разделил свое наследственное имущество с Тамашем II, возможно, сразу после смерти их отца. Позднее, в 1244 году, он купил деревню Фюзегь, недалеко от Сонды в комитате Бач (Визич и Сонта в Сербии, соответственно), но вскоре, в 1252 году, он был вынужден продать ее архиепископу Калочи из-за его права преимущественного выкупа. Гергей служил в качестве ишпана комитата Крассо в 1255 году, во время правления короля Белы IV. Более ранние исторические труды отождествляли его с тем Гергеем, который являлся первым судьей над куманами (половцами) в 1269 году. Венгерский историк Аттила Жолдос, однако, отмечает, что последнее упоминание о Гергее II относится к 1256 году, и нет никаких записей о его роли в гражданской войне 1260-х годов. В отличие от Гергея III, своего тезки-сына, Гергей II был сторонником герцога Иштвана, который правил территориями куманов, и благодаря своему браку он также стал шурином Елизаветы Куманской, супруги Иштвана.